# Lizoáin
Lizoáin là một đô thị trong tỉnh và cộng đồng tự trị Navarre, Tây Ban Nha. Đô thị này có diện tích là 65,53 ki-lô-mét vuông, dân số năm 2007 là 308 người với mật độ 4,7 người/km²